# Čarodějky z Eastwicku (film)
Čarodějky z Eastwicku, anglicky The Witches of Eastwick, je americký fantasy film s hororovými prvky z roku 1987.
Stejnojmenná kniha se dočkala volného filmového zpracování, v roce 1987 ji na filmové plátno přenesl režisér George Miller. Do hlavních rolí obsadil Jacka Nicholsona (Darryl Van Horn), Cher (Alexandra Spofford), Susan Sarandon (Jane Smart) a Michelle Pfeifferová (Sukie Rougemont). Film byl nominován na dva Oscary, za zvuk a hudbu. Hudbu napsal John Williams.